# Anoplophora
Anoplophora — род жуков-усачей из подсемейства ламиин. Характерными признаками рода являются: отросток среднегруди с бугорком; усики толстые; коренастое тело, широкие надкрылья. В составе рода около 40 видов.

## Распространение
Около 35 видов распространены в Индо-Малайской области и до 15 встречаются в Палеархеарктической подобласти Палеарктики, причём большинство из них свойственно южным частям подобласти. Только два или три вида встречаются в Японии, в Корее и северо-восточной части Китая.

## Описание
Тело умеренно вытянутое, довольно широкое, коренастое, надкрылья обычно с рисунком из пятен (светлых на голых надкрыльях, тёмных на покрытых волосками).
Голова сильно углублённая между большими усиковыми бугорками, которые сближены своими основаниями и расходятся в вершинах. Лоб слабо выпуклый, щёки умеренно длинные, мандибулы большие, глаза глубоко выемчатые, с очень большими нижними долями. Усики толстые, в нежных волосках, у самца гораздо, у самки заметно длиннее тела; первый членик усиков довольно длинный, сильно утолщённый к концу, с замкнутым цикатриксом; третий членик гораздо длиннее первого или четвёртого членика, пятый членик короче четвёртого, последующие членики короче пятого членика, обычно ровной длины, только одиннадцатый членик более длинный, у самца обычно длине пятого (простой или с едва намеченным придатком, заметным обычно только благодаря характеру волосяного покрова).
Переднеспинка поперечная, с резкими перетяжками и большими , коническими боковыми бугорками и более или менее длинными и острыми шипами, на диске обычно неровная, более или мене бугорчатая.
Надкрылья широкие, умеренно вытянутые, довольно выпуклые, чуть суженные к закруглённой вершине. Отросток переднегруди неширокий, сильно изогнутый и подогнутый на конце расширенный. Отросток среднегруди довольно широкий, недлинный с более или менее крупным бугорком посередине.
Пятый брюшной стернит у самца почти плоский, у самки выпуклый, более крупный, с более резко намеченной выемкой на вершине.
Ноги довольно длинные, все пары примерно равной длины, бёдра линейные или почти линейные, лапки широкие, их первый членик короче коготкового членика.

## Систематика
В составе рода:
- Anoplophora albopicta (Matsushita, 1933)
- Anoplophora amoena (Jordan, 1895)
- Anoplophora asuanga Schultze 1923
- Anoplophora beryllina (Hope 1840)
- Anoplophora birmanica Hüdepohl, 1990
- Anoplophora bowringii (White, 1858)
- Anoplophora chiangi Hua & Zhang, 1991
- Anoplophora chinensis (Forster, 1771)
- Anoplophora coeruleoantennata (Breuning, 1946)
- Anoplophora davidis (Fairmaire, 1886)
- Anoplophora decemmaculata Pu, 1999
- Anoplophora elegans (Gahan, 1888)
- Anoplophora flavomaculata (Gressitt, 1933)
- Anoplophora freyi (Breuning, 1946)
- Anoplophora fruhstorferi (Aurivillius, 1902)
- Anoplophora glabripennis (Motschulsky, 1854)
- Anoplophora graafi (Ritsema, 1880)
- Anoplophora granata Holzschuh, 1993
- Anoplophora horsfieldi (Hope, 1842)
- Anoplophora imitator (White, 1858)
- Anoplophora irregularis (Aurivillius, 1924)
- Anoplophora jiangfenglingensis Hua, 1989
- Anoplophora leechi (Gahan, 1888)
- Anoplophora longehirsuta Breuning, 1968
- Anoplophora lucipor Newman, 1842
- Anoplophora lurida (Pascoe, 1857)
- Anoplophora macularia (Thomson, 1865)
- Anoplophora mamaua Schultze, 1923
- Anoplophora medenbachii (Ritsema, 1881)
- Anoplophora ogasawaraensis Makihara, 1976
- Anoplophora sebastieni Duranton, 2004
- Anoplophora similis (Gahan, 1900)
- Anoplophora sollii (Hope, 1839)
- Anoplophora stanleyana Hope, 1839
- Anoplophora tianaca Schultze, 1923
- Anoplophora tonkinea (Pic, 1907)
- Anoplophora viriantennatus Wang & Chiang, 1998
- Anoplophora wusheana Chang, 1960
- Anoplophora zonator (Thomson, 1878)